# Lauter (Lauter-Bernsbach)
Lauter – dzielnica miasta Lauter-Bernsbach w Niemczech, w kraju związkowym Saksonia, w powiecie Erzgebirgskreis. Powstała 1 stycznia 2013 na terenie miasta Lauter/Sa..